# Gitschen
Der Gitschen ist ein Berggipfel in den Urner Alpen. Er liegt im Schweizer Kanton Uri, westlich von Seedorf auf einem nach Nordosten verlaufenden Grat des Uri Rotstocks mit dem Rot Gitschen.
Trotz seiner verhältnismässig geringen Höhe von 2513 m ü. M. und geringen Selbständigkeit (er ragt nur gerade 70 Meter über die tiefste Stelle des Grats) steht er dennoch markant über 2000 Meter über der Urner Reussebene. Südöstlich des Bergmassivs liegt das Gitschital und unterhalb des Felsenaufbaus auf der Ostseite mit den Vorgipfeln Wiss Horn und Gross Horn die Alp Gitschenberg, die von Seedorf aus mit einer Seilbahn erschlossen ist.
Von Norden her ist er – zusammen mit Brunnistock, Uri Rotstock und Schlieren – über dem Urnersee von weither sichtbar.
Zwei Bergwege führen aus dem Isenthaler Chlital von Nordwesten und Westen über teilweise ausgesetzte Routen zum Grat südlich des Gipfels und von dort zusammen zum höchsten Punkt.

## Literatur und Karte

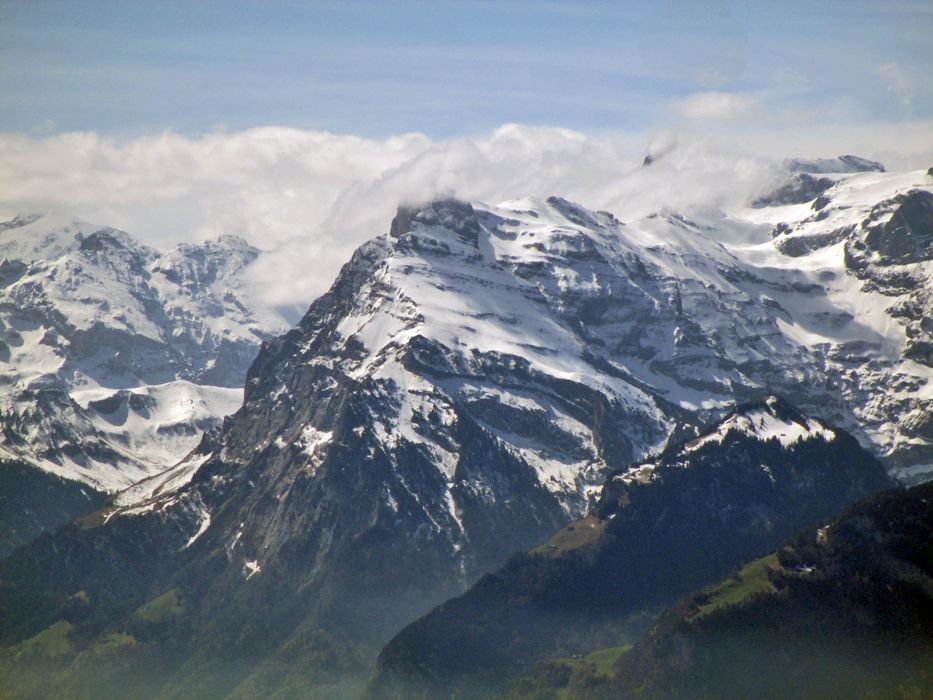
Ansicht von Norden
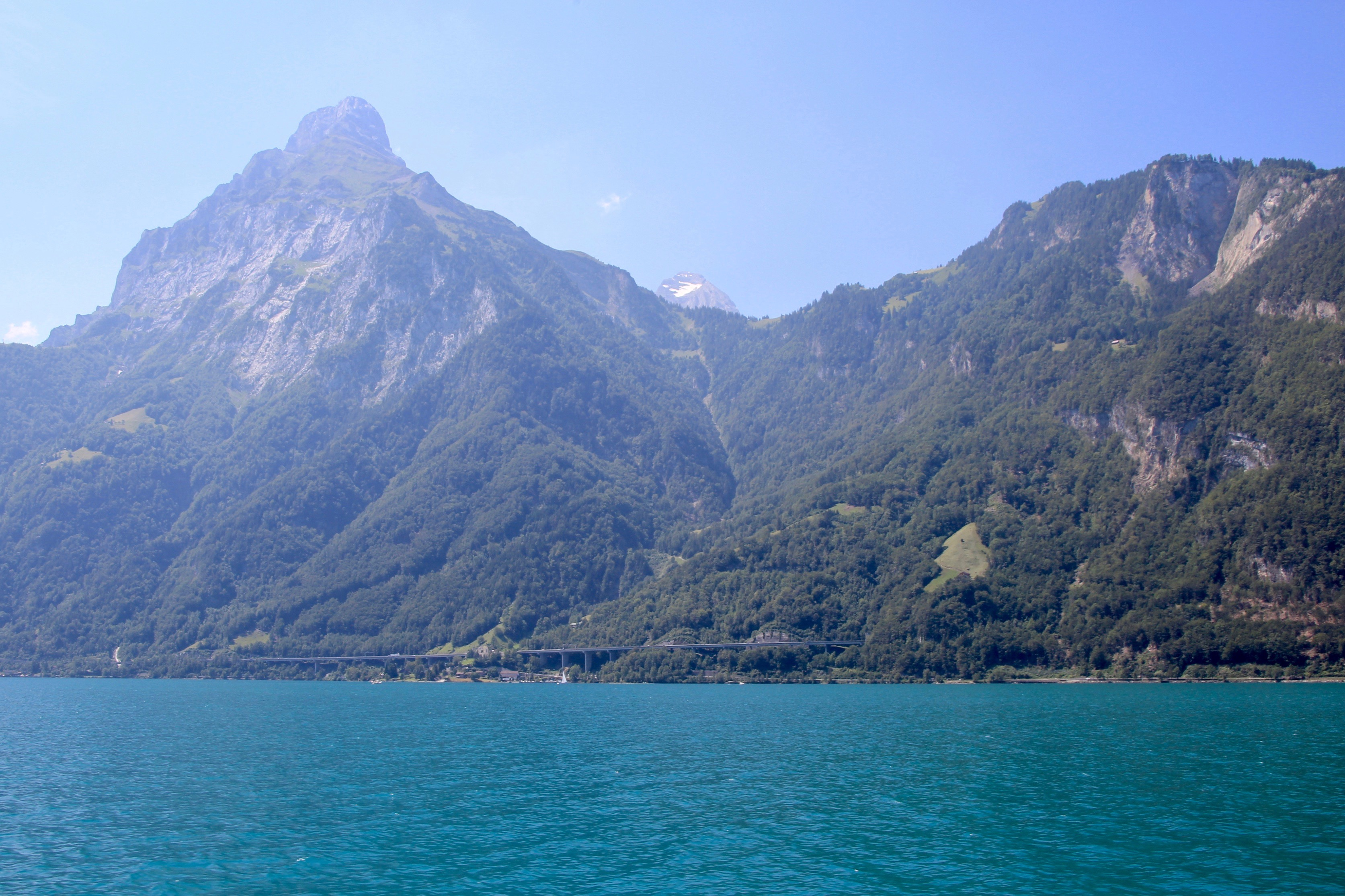
Vom Urnersee aus